# 스텔라칠렌토
스텔라칠렌토(이탈리아어: Stella Cilento)는 이탈리아 캄파니아주 살레르노도에 있는 코무네이다. 도시의 명칭의 뜻은 이탈리아어로 별이라는 뜻이다.

## 같이 보기
- 칠렌토·발로 디 디아노 국립공원